# Музей узников подполья
Музей узников подполья (ивр. מוזיאון אסירי המחתרות‎, англ. Museum of Underground Prisoners) — израильский государственный музей в Иерусалиме, посвящённый деятельности еврейского подполья — организациям Хагана, Иргун и Лехи, в период, предшествовавший созданию государства Израиль. Музей расположен на улице Мишол ха-Гвура на Русском подворье в Иерусалиме (Израиль). Музей был основан в 1991 году.

## История
Во времена Британского мандата в здании музея располагалась центральная тюрьма. Построенное в конце периода правления Османской империи, когда европейские державы стремились укрепить свою власть в Палестине, здание служило хостелем для христианских паломников. Русское подворье, возведённое за пределами Старого города, включало Троицкий собор Русской Духовной Миссии, больницу и подворья для паломников Императорского Православного Палестинского Общества — мужское и женское. Над входом сохранилась надпись на русском языке: «Мариинское женское подворье»
В 1917 году, когда Палестина была завоёвана англичанами, Русское подворье стало Британским военизированным комплексом. Женское подворье для русских паломников было преобразовано в центральную британскую тюрьму с длинными коридорами, ведущими к камерам. За время британской оккупации сотни заключённых прошли через ворота этой тюрьмы. Среди заключённых, в том числе приговорённых к смертной казни, были как евреи, так и арабы. Однако, британцы, опасаясь реакции еврейской общественности на казни, никогда не применяли для евреев смертную казнь через повешение.
Проволока, решётки и надпись на двери: «Центральная тюрьма Иерусалима», — атрибуты, которые сохранились здесь со времени британского правления (1917—1948).
15 мая 1948 года, во время Войны за независимость, в кампании, известной как «Операция Килшон» (вилы), при поддержке «Иргуна» и «Лехи» Русское подворье было захвачено «Хаганой». После создания государства здание использовалось для различных целей, в частности, для складов Еврейского агентства.
В 1964 году в ходе «апельсиновой сделки» израильское правительство выкупило большую часть подворья у правительства СССР. Законность сделки остаётся спорной, так как непонятно, являлся ли СССР законным собственником подворья.
В 1991 году здание было передано Министерству обороны Израиля, которое восстановило тюрьму и превратило её в музей.

## Тюрьмы Британского мандата
Правосудие и правоохранительные органы Британского мандата состояли из гражданских и военных судов, полиции (Палестинская полиция) и тюремной службы. Полицейские участки были созданы по всей стране, в том числе в центральной тюрьме Иерусалима, в тюрьме Акко, в лагерях для заключённых в Атлите и Латруне, в женских тюрьмах и исправительных колониях в Вифлееме. Британские власти создали отлично организованную пенитенциарную систему, в которой арабы, а также некоторые евреи, служили, в основном, на должностях средних и низких уровней.
Члены Еврейского подполья были определены как политические заключённые, которыми занимались военные суды. Подпольщикам были предъявлены обвинения в совершении преступлений, которые варьировались в зависимости от степени тяжести, — от распространения листовок до хранения оружия и физического насилия. Сроки заключения назначались в зависимости от тяжести преступления, начиная от нескольких месяцев до пожизненного заключения и смертной казни.
В начале периода правления Британского мандата в центральной тюрьме Иерусалима содержалось 250 заключённых, а в конце периода их было уже около 500. Сначала заключённые содержались в камерах, без разделения по религиозному признаку. Начиная с середины 1930-х годов количество узников подполья возросло, и они потребовали отдельные камеры. Власти выполнили требование заключённых.
Несмотря на напряжённость в отношениях между арабами и евреями за пределами тюрьмы, отношения между еврейскими и арабскими заключёнными, как правило, были нормальными. В январе 1947 года в тюрьме произошли массовые беспорядки заключённых. Эта вспышка была названа «Гранд Туше». После этого события тюрьма была разделена на два отдельных крыла: южная часть тюрьмы стала арабским крылом, а северная — еврейским.

## Экспонаты
- Камеры заключённых — В камерах можно увидеть коричневые арестантские робы, матерчатые матрасы, на которых заключённые спали, и «парашу» — ведро, которое использовалось в качестве туалета. Кровать в углу возле окна предназначалась для «мухтара» — старосты, назначенного администрацией тюрьмы, чтобы следить за порядком в камере.
- Пекарня — Заключённые сами выпекали хлеб, который употребляли в пищу, как правило лаваш.
- Камеры «особого обращения» — Предназначались для заключённых, чьи преступления были относительно лёгкими. Они имели право на лучшие условия, например, использование кроватей для сна и ношение обычной одежды.
- Кладовая — Место, где хранились личные вещи заключённых. Взамен они получали тюремную одежду и постельные принадлежности, включая робу из грубого материала, два одеяла и матрас.
- Камера «побега» — Отсек рядом с тюрьмой, огороженный забором. В 1948 году члены «Иргун» и «Лехи» вырыли туннель под кроватью в углу камеры. Туннель соединялся с канализационной трубой, выходящей на улицу. При помощи товарищей, которые занимались починкой труб, заключённые переоделись в форму рабочих муниципалита. Двенадцати из них удалось бежать и присоединиться к отрядам, сражавшимся в Войне за независимость. В этой камере, как и в других камерах тюрьмы, на полу и подоконнике можно увидеть надписи, сделанные заключёнными. Среди надписей имена заключённых, национальные символы, такие как звезда Давида, символы организаций, включая символ «Эцель» (карта всей Эрец-Исраэль в центре и рука с винтовкой в руках) и символ Коммунистической партии Израиля (серп и молот, обрамлённые колосьями).
- Синагога — Камеру, где содержались еврейские криминальные элементы, использовали в качестве синагоги на Шаббат и праздники. История камеры связана с деятельностью раввина Арье Левина — «отца заключённых». Раввин посвятил свою жизнь помощи пациентам больницы для прокажённых в Иерусалиме, еврейским преступникам и узникам подполья, с которыми у раввина была налажена особая связь. В течение 25 лет, в каждую субботу и праздник раввин приходил в тюрьму, в любую погоду, без всякого вознаграждения или заработной платы. Он помогал заключённым и сразу после каждого посещения тюрьмы спешил в дома их семей, чтобы передать привет от близких и друзей.
- Тюремный двор — Для ежедневных физических упражнений использовались два просторных двора. Здесь также располагались хозяйственные помещения, такие как кухни и умывальники. Член Пальмаха, Гидон Пели, работал на кухне. Его подруга Браха Фулд, которая также была членом Пальмаха, регулярно посещала его. Однажды она не пришла в назначенный день. Из обрывка газеты, обнаруженного на кухне в коробке для одного из продуктов питания, Гидон узнал причину: Браха была убита англичанами во время операции перехода нелегальных иммигрантов с корабля «Орд Уингейт» на тель-авивский берег в марте 1946 года[3]. После освобождения из тюрьмы Гидон сражался в Войне за независимость Израиля и был убит в одном из боев за Кастель в марте 1948 года.
- Мастерские — Заключённые работали в мастерских, это было частью их повседневной жизни. В состав мастерских входили: столярная мастерская, типография, обувной и швейный цехи. В основном, мастерские предназначались для обслуживания тюремных нужд. Британские власти использовали мастерские также для изготовления гробов для британских солдат и полицейских.
- Прогулочный двор — Прогулочный двор служил для молитв и прогулок заключённых мусульман. На одной из внутренних стен двора сохранился рисунок полумесяца «Машрав», который указывает направление к Мекке. На дворе осуществлялись публичные физические наказания с использованием ремней для побоев. В декабре 1946 года, Бенджамин Кимхи, шестнадцатилетний член Эцель, был приговорен к 18 годам лишения свободы плюс 18 лет условно за участие в ограблении банка в Османской Яффе. Целю ограбления было получение средств для подпольной деятельности. Когда членам Эцель стало известно об аресте Кимхи, они опубликовали прокламацию, предупреждавшую британские власти не подвергать Бенджамина наказанию ремнями. Из-за напряжённой атмосферы смотритель решил произвести наказание в своем кабинете, а не во дворе. На следующий день в операции, известной как «Ночь Найтовы», команда Эцель похитила несколько британских офицеров и «задала» им по 18 ударов ремнями, прежде чем отпустить. Одна из групп была поймана англичанами, а три её члена — Мордехай Алкачи, Йехиель Дреснер и Элиэзер Кашани были повешены в тюрьме Акко.
- Тюремный медпункт — Диспансер был отделён от тюремных камер. При диспансере имелся изолятор и кабинет врача, который приходил один раз в неделю. Содержимым двух бутылок — одной красной, а другой жёлтой — лечили почти от всех болезней. Это свидетельствует о низком уровне лечения, которое предоставлялось заключённым.
- Карцер — В узких камерах, называемых «адом», содержались заключенные, нарушившие правила тюрьмы. Одним из таких нарушений было непочтительное обращение к надзирателю. Начальство назначало наказание, которое могло длиться от нескольких часов до двух недель.
- Эшафот — Мемориальная комната, где можно увидеть портреты тринадцати человек, повешенных во время британского мандата. Они были членами трех подпольных групп. Представлены также портреты двух членов подпольной организации «Нили», которые были казнены в период Османской империи, и портреты трёх израильских агентов, казнённых в арабских странах после создания государства Израиль.
- Камера смертников и виселицы — Большинство осуждённых подпольщиков были казнены в тюрьме Акко. В то время Акко был арабским городом. Во время Британского мандата в тюрьме Иерусалима были казнены около 100 арабов. Осуждённые, одетые в красное, ожидали исполнения приговора в двух камерах рядом с эшафотом.

Моше Баразани — член Лехи, и Меир Файнштейн — член Эцель, приговорённые к смертной казни в 1946 году за участие в покушении на убийство британского офицера и за убийство полицейского при штурме железнодорожной станции в Иерусалиме, ожидали исполнения приговора. 
Британцы, опасаясь, что автомобиль, который должен был перевезти их в Акко, попадёт в засаду, решили провести казнь в Иерусалиме. По инициативе двух подпольных групп и с согласия двух смертников, было решено сорвать планы палачей. План состоял в том, чтобы переправить в камеру две самодельные ручные гранаты, спрятанные в корзине с фруктами. Первая ручная граната должна была уничтожить палачей, включая начальника тюрьмы. Вторую гранату должны были взорвать два смертника, чтобы свести счёты с жизнью. Казнь была назначена на 22 апреля 1947 года. Накануне вечером Меира Файнштейна и Моше Баразани, приговорённых к казни, посетил раввин Яков Гольдман, который был так впечатлен их мужеством и силой духа, что решил принять участие в реализации плана. Они пытались отговорить его, но раввин настаивал. Раввин оставил камеру с намерением вернуться на следующее утро. Вскоре после этого Файнштейн написал короткую записку на обложке своего Танаха, передал её британскому охраннику, которому записка была адресована и попросил конфиденциальности, чтобы помолиться. Когда прозвучали последние слова «Хатиквы», граната была взорвана.

## Снаружи здания
- Памятники Моше Баразани и Меиру Файнштейну

Моше Баразани и Меир Файнштейн были похоронены на Масличной горе. После Шестидневной войны на их могилах были воздвигнуты мемориальные памятники. Оригиналы этих памятников были установлены во дворе тюрьмы.
Менахем Бегин — командир «Эцель» и шестой премьер-министр Израиля, просил в своём завещании, чтобы его похоронили на Масличной горе рядом с Моше Баразани и Меиром Файнштейном.